# たいよう (お笑いコンビ)
たいようは、グレープカンパニーに所属していた元お笑いコンビ。
かつてはよしもとクリエイティブ・エージェンシー所属でbaseよしもとを拠点に活動していた。2012年9月に解散。

## メンバー
- まつもとしん児（まつもと しんじ、本名：松本 慎二（読み同じ）、1975年1月10日（50歳） - ）

ツッコミ担当、立ち位置は右。
京都府出身。血液型はA型。
大阪NSC18期生。
趣味、特技はサッカーと洋服を買うこと。
かつては、コンビ『シャンビアス』、5人組グループ『漫才ゲリラ』のそれぞれのメンバーとして活動。
現在は実演販売を行う。所属：株式会社H&M
「東京ルッチ」という雑誌の紹介コーナーをやっている。
既婚者。
- 高須 克裕（たかす よしひろ、1979年4月8日（45歳） - ）

ボケ担当、立ち位置は左。
愛知県名古屋市出身。血液型はAB型。
大阪NSC21期生。
かつては、トリオ『ロッキンチェア』、コンビ『ロデオボックス』、ピン芸人『生江ミョウジ』として活動。
現在スパンキーに所属。

## 来歴
- 2008年1月結成。
- baseよしもとにおいては、2009年6月に初めてプチbメンバーに昇格。
- 2009年今宮戎漫才コンクールで決勝進出。
- 2010年8月に東京進出。
- 2011年1月より株式会社グレープカンパニーに所属。
- 2012年9月 解散。
- 解散後、まつもとしん児はかんちゃま（旧・チェリーボーイ）とコンビ「ぱわぁすぽっと」を結成。ぱわぁすぽっとは引き続きグレープカンパニーに所属。

## 芸風
- 代表的なものには、高須の「潔癖症」で「うっとうしい」と言われるキャラクターを松本が相手するというスタイルがある。また、ネタには「いうてー」や「おもてー」などを語尾に付けるというものなどがある。

## 出演
- オンバト+（NHK総合）戦績0勝3敗 最高329KB
- 新春ホワイトカーペット（フジテレビ） - キャッチコピーは「西から昇るよ」
- 爆笑レッドカーペット（フジテレビ） - キャッチコピーは「西から昇るよ」
- エンタの天使（日本テレビ） - キャッチコピーは「輝け!屁理屈SUN」